# 丸唐会
丸唐会（まるとかい）は、福島県いわき市に本拠を置く博徒系暴力団で、指定暴力団・住吉会の二次団体。

## 歴史
福島、茨城の博徒八代目湊一家、二代目神谷一家、二代目小名一家、三代目平一家、五代目小柳一家、三代目大里一家（現在の中島二代目）などが連合組織として結成。二代目体制の1974年、住吉連合に加入し住吉連合丸唐会となり、その後、住吉会住吉一家丸唐会となった。

## 歴代会長
- 初代 - 唐牛豊一（大里一家三代目）
- 二代目 - 菊池 馨（湊五代目）
- 三代目 - 富沢周治（平四代目）
- 四代目 - 大谷 進（神谷三代目）
- 五代目 - 井田勝基（平五代目）

## 最高幹部
- 会長 - 井田勝基（住吉会審議委員長・平五代目）
- 名誉顧問 - 菊地 馨（住吉会特別顧問、湊五代目）
- 相談役 - 内山文男（住吉会会長補佐、中島二代目）
- 理事長 - 大内秀次（住吉会副会長、小名五代目）
- 幹事長 - 篠原賢次（住吉会副会長、神谷四代目）
- 本部長 - 國分三郎（住吉会副会長、國分睦初代）
- 相談役 - 戸張 詢（住吉会副会長、小柳六代目）

その他不明